# پرسی کاکس

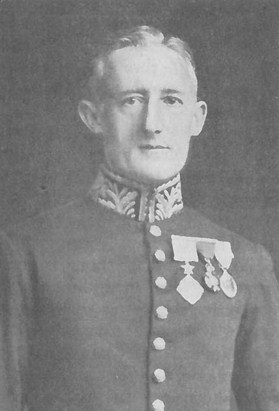
سی کاکس

سر پرسی زکریا کاکس (به انگلیسی: Percy Cox) (زاده ۱۸۶۴-مرگ ۱۹۳۷) از شخصیت‌های برجسته بریتانیا در ایران و خاورمیانه بود. او در سال‌های ۱۹۰۴ تا ۱۹۱۹ در خلیج فارس حضور داشت.
کاکس ابتدا و در سال ۱۹۰۴ به عنوان کنسول بریتانیا در ایالات ایرانی فارس، لرستان و خوزستان انتخاب شد، ۵ سال بعد به عنوان منشی دولت بریتانیا به هند رفت. کاکس در سال ۱۹۱۰ با عنوان سرهنگی به خلیج فارس برگشت تا نیروهای انگلیسی را در جریان جنگ جهانی اول علیه عثمانی سامان بخشد.

## ارتباط با خاندان سعود
او پس از این تا سال ۱۹۱۷ در ناحیه بین النهرین تا فلسطین حاضر بود. در این مدت روابط بسیار گرمی با خاندان ابن سعود برقرار کرد.

## نقش کاکس در قرارداد ۱۹۱۹
کاکس در سال ۱۹۱۸ وزیر مختار بریتانیا در تهران شد و نقش مهمی در بستن قرارداد ۱۹۱۹ بین بریتانیا و ایران ایفا کرد. او فعالیت دیپلماتیک خود را با حضور وینستون چرچیل که در کنفرانس قاهره در سال ۱۹۲۱ حضور یافته بود، به اتمام رساند.

## آثار[۱]
- مسافرت‌های اخیر در ایران
- ۱۰ هزار میل در ایران
- چهارمین مسافرت به ایران
- جغرافیای جنوب و تاثیر آن در تاریخ ایران
- یادداشتهای تاریخ جنوب شرقی ایران
- جنوب شرقی ایران و بلوچستان
- یادداشتهای معرفت‌الانسانی در جنوب ایران
- جغرافیای جنوب ایران
- ترقیات ما (انگلستان) در جنوب ایران
- پارسیان ایران
- پنجمین مسافرت به ایران
- رساله در مقبره سنگ
- زیارت مقبره خیام
- یادداشت‌های تاریخی خراسان
- گزارش‌ فلاحتی خراسان
- ششمین مسافرت به ایران
- آداب و رسوم ایران
- مسافرت بیست ساله در ایران
- خراسان ایالت شرقی ایران
- هفتمین مسافرت به ایران
- تاریخ ایران
- جنوب   جنگ بین المللی
- دفاع آباده
- بیرق انگلیس در دریای خزر
- مسافرت‌های سر جان شردین
- عبور از خط سیر مارکوپلو